# José Paradela
José Antonio Paradela (Quiroga, Buenos Aires; 15 de diciembre de 1998) es un futbolista argentino. Juega como mediocampista y su club actual es el Cruz Azul de la Primera División de México desde el Apertura 2025.

## Trayectoria

### Inicios
Formado en las inferiores del Club Atlético Quiroga, llegó a Rivadavia de Lincoln en 2016 para disputar el Torneo Federal B donde su equipo conseguiría el ascenso al Torneo Federal A. Allí lograría disputar 38 encuentros hasta que en 2018 es fichado por Gimnasia y Esgrima La Plata.

### Gimnasia (LP)
Debutó el 3 de diciembre de 2018 en la derrota frente a River Plate por 3-1, ingresando por Matías Gómez, bajo la dirección técnica de Pedro Troglio. Paradela ha recibido varios elogios de Diego Armando Maradona quien fuese su entrenador, y ha despertado el interés de varios clubes importantes tanto de su país como del exterior.

### River Plate
El 13 de febrero de 2021, River adquirió el 75% del futbolista a cambio de USD 2.8 millones y le realiza un contrato por 3 años y medio.

### Tigre
A mediados de 2023 fue cedido a Tigre por un año.

### Necaxa
A principios de 2024 fue cedido a Club Necaxa de México por un año. En diciembre de 2024 el club mexicano decide comprar el total de la ficha del futbolista.

### Cruz Azul
Paradela debutó con Cruz Azul ante Mazatlán FC en la Jornada 1 del Torneo Apertura 2025. Desde un inició se notó que la doble mediapunta que compone con Mateusz Bogusz puede dar de qué hablar en el balompié mexicano.

## Estadísticas

### Clubes
| Club | Div.                | Temporada           | Liga         | Liga         | Liga         | Copas Nacionales(1) | Copas Nacionales(1) | Copas Nacionales(1) | Torneos Internacionales(2) | Torneos Internacionales(2) | Torneos Internacionales(2) | Total | Total | Total  |
| Club | Div.                | Temporada           | Part.        | Goles        | Asist.       | Part.               | Goles               | Asist.              | Part.                      | Goles                      | Asist.                     | Part. | Goles | Asist. |
| --- | ------------------- | ------------------- | ------------ | ------------ | ------------ | ------------------- | ------------------- | ------------------- | -------------------------- | -------------------------- | -------------------------- | ----- | ----- | ------ |
| Club Rivadavia Argentina | 4.ª                 | 2016                | 2            | 0            | 0            | Inexistentes        | Inexistentes        | Inexistentes        | Inexistentes               | Inexistentes               | Inexistentes               | 2     | 0     | 0      |
| Club Rivadavia Argentina | 3.ª                 | 2016-17             | 15           | 0            | 0            | Inexistentes        | Inexistentes        | Inexistentes        | Inexistentes               | Inexistentes               | Inexistentes               | 15    | 0     | 0      |
| Club Rivadavia Argentina | 3.ª                 | 2017-18             | 19           | 0            | 0            | 2                   | 0                   | 0                   | Inexistentes               | Inexistentes               | Inexistentes               | 21    | 0     | 0      |
| Club Rivadavia Argentina | Total club          | Total club          | 36           | 0            | 0            | 2                   | 0                   | 0                   | 0                          | 0                          | 0                          | 38    | 0     | 0      |
| Gimnasia (LP) Argentina | 1.ª                 | 2018-19             | 1            | 0            | 0            | 0                   | 0                   | 0                   | Inexistentes               | Inexistentes               | Inexistentes               | 1     | 0     | 0      |
| Gimnasia (LP) Argentina | 1.ª                 | 2019-20             | 16           | 0            | 1            | 1                   | 0                   | 0                   | Inexistentes               | Inexistentes               | Inexistentes               | 17    | 0     | 1      |
| Gimnasia (LP) Argentina | 1.ª                 | 2020                | Inexistentes | Inexistentes | Inexistentes | 9                   | 0                   | 0                   | Inexistentes               | Inexistentes               | Inexistentes               | 9     | 0     | 0      |
| Gimnasia (LP) Argentina | Total club          | Total club          | 17           | 0            | 1            | 10                  | 0                   | 0                   | 0                          | 0                          | 0                          | 27    | 0     | 1      |
| River Plate Argentina | 1.ª                 | 2021                | 14           | 0            | 0            | 11                  | 2                   | 0                   | 6                          | 0                          | 0                          | 31    | 2     | 0      |
| River Plate Argentina | 1.ª                 | 2022                | 15           | 1            | 2            | 9                   | 2                   | 0                   | 4                          | 0                          | 0                          | 28    | 3     | 2      |
| River Plate Argentina | 1.ª                 | 2023                | 20           | 2            | 1            | 2                   | 0                   | 0                   | 5                          | 0                          | 1                          | 27    | 2     | 2      |
| River Plate Argentina | Total club          | Total club          | 49           | 3            | 3            | 22                  | 4                   | 0                   | 15                         | 0                          | 1                          | 86    | 7     | 4      |
| Tigre Argentina | 1.ª                 | 2023                | Inexistentes | Inexistentes | Inexistentes | 14                  | 1                   | 1                   | Inexistentes               | Inexistentes               | Inexistentes               | 14    | 1     | 1      |
| Tigre Argentina | Total club          | Total club          | 0            | 0            | 0            | 14                  | 1                   | 1                   | 0                          | 0                          | 0                          | 14    | 1     | 1      |
| Necaxa · México | 1.ª                 | 2023-24             | 17           | 5            | 3            | Inexistentes        | Inexistentes        | Inexistentes        | Inexistentes               | Inexistentes               | Inexistentes               | 17    | 5     | 3      |
| Necaxa · México | 1.ª                 | 2024-25             | 36           | 11           | 13           | Inexistentes        | Inexistentes        | Inexistentes        | 3                          | 0                          | 2                          | 39    | 11    | 15     |
| Necaxa · México | Total club          | Total club          | 53           | 16           | 16           | 0                   | 0                   | 0                   | 3                          | 0                          | 2                          | 56    | 16    | 18     |
| Cruz Azul · México | 1.ª                 | 2025-26             | 5            | 0            | 5            | Inexistentes        | Inexistentes        | Inexistentes        | 3                          | 0                          | 0                          | 8     | 0     | 5      |
| Cruz Azul · México | Total club          | Total club          | 5            | 0            | 5            | 0                   | 0                   | 0                   | 3                          | 0                          | 0                          | 8     | 0     | 5      |
| Total en su carrera | Total en su carrera | Total en su carrera | 160          | 19           | 25           | 48                  | 5                   | 1                   | 21                         | 0                          | 3                          | 229   | 24    | 29     |
| (1) Las copas nacionales se refiere a la Copa Argentina, Copa Superliga y Copa de la Liga Profesional. (2) Las copas internacionales se refiere a la Copa Libertadores, Copa Sudamericana, Liga de Campeones de la Concacaf y Leagues Cup. Fuente: Transfermarkt |                     |                     |              |              |              |                     |                     |                     |                            |                            |                            |       |       |        |

## Palmarés

### Campeonatos nacionales
| Título              | Equipo            | País      | Año  |
| ------------------- | ----------------- | --------- | ---- |
| Torneo Federal B    | Club Rivadavia    | Argentina | 2016 |
| Supercopa Argentina | C. A. River Plate | Argentina | 2019 |
| Primera División    | C. A. River Plate | Argentina | 2021 |
| Trofeo de Campeones | C. A. River Plate | Argentina | 2021 |
| Primera División    | C. A. River Plate | Argentina | 2023 |